# ديفيد إتش. إيفانز
ديفيد إتش. إيفانز هو سياسي أمريكي، ولد في 7 ديسمبر 1837 في Tyre, New York ‏ في الولايات المتحدة، وتوفي في 24 فبراير 1920. نشط حزبياً في الحزب الجمهوري. وقد انتخب عضو جمعية ولاية نيويورك ‏ وانتخب عضو مجلس ولاية نيويورك ‏.